# Vajrakilaya

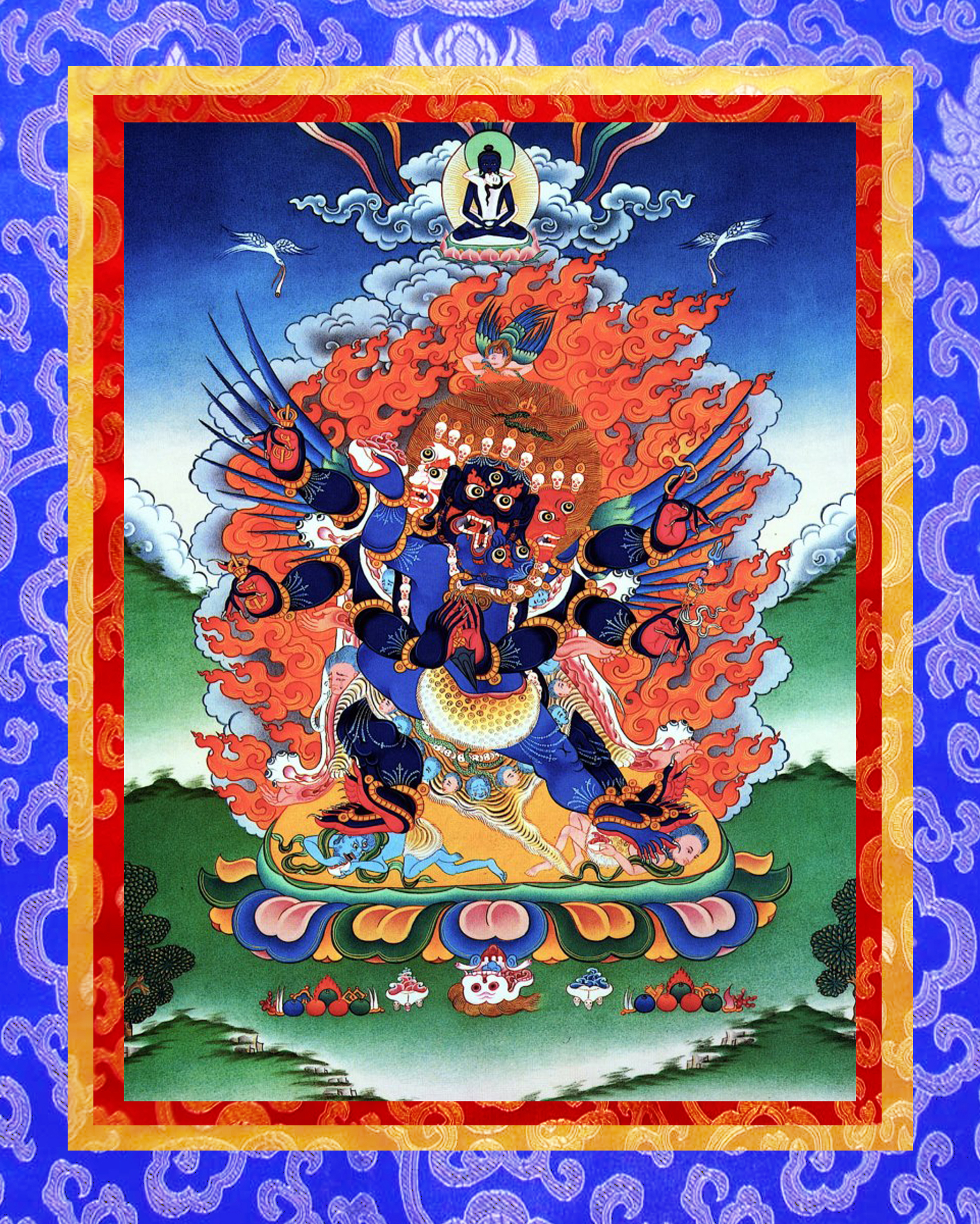
Vajrakilaya

Vajrakilaya (La Dague adamantine), tibétain Dorjé Phurba est un yidam ou déité du bouddhisme tantrique ou Vajrayana, central dans l'« école des anciens » Nyingmapa du bouddhisme tibétain. 

Le phurba ou kila, la dague que tient Vajrakilaya

Vajrakilaya est un heruka c'est-à-dire une forme courroucée des déités dans les tantras supérieurs du Vajrayana. C'est, en fait, une forme très courroucée de Vajrasattva, le bodhisattva de la purification,,. 

## Place dans l’école Nyingmapa
Dans le bouddhisme tibétain, et surtout dans l'école Nyingmapa, certaines déités peuvent prendre des formes très effrayantes (dites courroucées). Ce caractère effrayant a toujours frappé de stupeur les voyageurs étrangers qui découvraient le Tibet, en particulier, les premiers jésuites. En fait, la colère de ces  déités est dirigée contre l'ego et toute forme d'égoïsme et de passions destructrices,. Plus la déité est courroucée plus il est dit que la pratique sera efficace d'un point de vue spirituel. D'autre part son « courroux de Vajra » (c'est-à-dire sa colère motivée par la pure compassion altruiste) est une forme très puissante de protection pour le pratiquant : c'est contre ses ennemis, en particulier les forces démoniaques de l'ego avec son cortège d'émotions destructrices (haine, désir, jalousie, etc.) que sa très puissante colère est dirigée. Une déité courroucée est dite pouvoir trancher net les schémas émotionnels ou cognitifs qui emprisonnent le pratiquant et l'empêchent de se libérer de l'ego et de progresser sur le chemin spirituel.   
Vajrakilaya tient dans ses mains un phurba (en tibétain), kīla (en sanskrit), qui est une dague rituelle du bouddhisme tibétain. Sa forme la plus courante est celle d'un heruka à trois têtes, six bras et quatre jambes. Il est bleu foncé. 
Philippe Cornu explique :

« Vajrakilaya personnifie l'activité de tous les bouddha destinée à dissiper les obstacles spirituels sur la voie de l'Éveil et à atteindre promptement les accomplissements ordinaires et suprêmes. »

Selon la tradition, c'est Padmasambhava lui-même qui transmit la pratique de Vajrakilaya au Tibet. Ceci est même prouvé par le seul texte historique attestant de la vie de Padmasambhava et qui a été trouvé par Paul Pelliot dans les Grottes de Mogao à Dunhuang et conservé aujourd'hui à Bibliothèque nationale de France. Ce texte du IXe siècle explique qu'un maître bouddhiste indien Padmasambhava vint au Tibet y enseigner le Dharma et la pratique de Vajrakilaya,.
Depuis, Vajrakilaya est la pratique du yidam de l'école Nyingmapa. En raison de son aspect très courroucé, son image n'est pas souvent présentée au public (dans les temples tibétains, ses représentations sont souvent cachées sauf lors des pratiques le concernant) mais on peut en voir de très belles thangka dans les musées occidentaux en particulier au Musée national des arts asiatiques - Guimet à Paris.